# Шарки (Деражнянский район)
Шарки (укр. Шарки) — село в Деражнянском районе Хмельницкой области Украины.
Население по переписи 2001 года составляло 375 человек. Почтовый индекс — 32207. Телефонный код — 3856. Занимает площадь 1,471 км². Код КОАТУУ — 6821589203.

## Местный совет
32207, Хмельницкая обл., Деражнянский р-н, с. Яблоновка, переул. Мира, 1